# 4825 Ventura
4825 Ventura è un asteroide della fascia principale interna. Scoperto nel 2001, presenta un'orbita caratterizzata da un semiasse maggiore pari a 2,251072 UA e da un'eccentricità di 0,166473, inclinata di 3,960939° rispetto all'eclittica. Ha un diametro di 3,828 km, un periodo di rotazione di 5,263 ore e un'albedo di 0,364.
Fa parte della famiglia di asteroidi Flora.
Prende il nome dall'omonima città in California.